# Corine (protéine)
La corine est une sérine protéase transmembranaire dont le gène est le CORIN situé sur le chromosome 4 humain.

## Rôles
Elle est exprimée au niveau cardiaque et permet la conversion de la Pro-ANP en ANP (facteur natriurétique auriculaire) ainsi que celle de la pro-BNP en BNP. La corine, de poids moléculaire compris entre 205 et 210 kilodaltons, est synthétisée sous forme d'une proenzyme glycosylée et nécessitant un clivage pour être activée. Elle est présente à la surface des cardiomyocytes. Sa forme soluble correspond aux produits de clivage de l'enzyme.
Chez un modèle de souris avec atteinte cardiaque, l'expression de la corine diminue la fibrose myocardique et améliore la fonction cardiaque.

## En médecine
Le taux sanguin de sa forme soluble est diminué en cas d'insuffisance cardiaque et serait un indice de mauvais pronostic chez les patients ayant un syndrome coronarien aigu de type ST- ou un infarctus du myocarde.
Une mutation du gène est associée avec un pronostic plus péjoratif chez le noir avec une insuffisance cardiaque. D'autres mutations sont associés avec une hypertension artérielle et le risque de survenue d'une cardiomyopathie hypertrophique.